# Tufanganj
Tufanganj é uma cidade e um município no distrito de Koch Bihar, no estado indiano de Bengala Ocidental.

## Geografia
Tufanganj está localizada a 26° 19′ N, 89° 40′ L. Tem uma altitude média de 70 metros (229 pés).

## Demografia
Segundo o censo de 2001, Tufanganj tinha uma população de 19 293 habitantes. Os indivíduos do sexo masculino constituem 51% da população e os do sexo feminino 49%. Tufanganj tem uma taxa de literacia de 82%, superior à média nacional de 59,5%: a literacia no sexo masculino é de 86% e no sexo feminino é de 77%. Em Tufanganj, 9% da população está abaixo dos 6 anos de idade.